# Elena Kafalieva
Elena Kafalieva (in bulgaro Елена Кафалиева?; Sofia, 6 dicembre 1940 – dicembre 2023) è stata una cestista bulgara.

## Carriera
Con la Bulgaria disputò i Campionati mondiali del 1964 e due edizioni dei Campionati europei (1964, 1970).